# Unite! The Night!
「Unite! The Night!」（ユナイト・ザ・ナイト）は、1998年2月18日にavex traxよりリリースされたTRF18枚目のシングル。

## 解説
1年2か月ぶりのシングルで1998年1作目。TBS系列『長野冬季オリンピック』イメージソングとなっている。小室哲哉プロデュースから離れた最初の作品。本作のサウンド・プロデュースは、TRFとデビューが同期のソロユニットm.c.A・Tの富樫明生。神崎まきがコーラスで参加。

## 収録曲
1. Unite! The Night!
  - 作詞：m.c.A・T、作曲・編曲：富樫明生
2. Realize
  - 作詞：DJ KOO、作曲・編曲：菅原サトル
3. Unite! The Night! [INSTRUMENTAL]
4. Realize [INSTRUMENTAL]

## 収録アルバム
Unite! The Night!
- 『UNITE』
※ 記載されていないがリアレンジを施して収録
- 『TRF 15th Anniversary BEST -MEMORIES-』
- 『TRF 20TH Anniversary COMPLETE SINGLE BEST』

Realize
- 『UNITE』

## カバー
Unite! The Night!
- 十王院カケル（八代拓） - 2019年7月10日発売予定のシングル『KING OF PRISM -Shiny Seven Stars- マイソングシングルシリーズ 十王院カケル』に収録。テレビアニメ『KING OF PRISM -Shiny Seven Stars-』第4話エンディングテーマ。